# エディス (漫画)
「エディス」は、吸血鬼一族の物語を描いた萩尾望都のファンタジー漫画作品『ポーの一族』シリーズのうち、『別冊少女コミック』1976年4月号から6月号に掲載された作品である。
『ポーの一族』のシリーズ15作の最終作である。
第10作「ランプトンは語る」の続編で、同作で死んだシャーロッテ・エヴァンズの妹エディスとアラン・トワイライトの出会いに始まり、衝撃的なアランの死によりエドガー・ポーツネルが一人行方知らずになり、シリーズのラストを迎える。

## あらすじ
1976年ロンドンで、エドガーとアランはエドガーにそっくりなエディス・エヴァンズに出会う。彼女は10年前にクエントン館で焼死したシャーロッテの妹であった。シャーロッテの死に負い目を感じるアランはエディスを気にかけ、やがて付き合い始める。彼女がアランから「花の中のランプトン」の絵をもらったことを知ったジョン・オービンは、そのうちエドガーが現れると確信して彼女を見張り始める。
エドガーはエディスの家を探索し、古物商を営む彼女の兄のヘンリーとロジャーが取引に向かう車に密かに乗り込んだところ、到着した先は盗品売買の取引現場であった。そこでエドガーは殺人事件に巻き込まれ拳銃で撃たれてしまう。ヘンリーとロジャーは取引現場にいた取引相手の女を連れて逃げ、その車にもぐり込んだエドガーは翌日エディスの前に姿を現し、彼女から傷の手当てを受ける。そこへオービンが訪れエドガーに再会するが、すぐにエドガーは逃走する。オービンはエディスにエドガーがバンパネラ（吸血鬼）であると説明するが、彼女はそれを信じない。
一方、盗品売買の現場でヘンリーたちの取引相手を殺害した犯人たちは、エドガーと間違えてエディスに顔を見られたものと思い、彼女を連れ去ろうとする。エディスはアランに助けを求め、彼らが住む公園の裏手の家に逃げ延びる。2人から話を聞いたエドガーは、自分を撃った犯人たちに対する報復のためエディスに扮装して、犯人たちを始末する。
この殺人と盗品売買などの容疑でヘンリーとロジャーが警察に連行される。取引相手の女、プランタンは麻薬の密売を追うフランスの女刑事だった。アランたちに助けを求めるエディスにエドガーは、彼らは殺人には無関係だが盗品売買は事実だと言い放つ。ショックを受けたエディスは、家に帰ってキッチンの裏に隠し部屋があることを確かめ、ヘンリーたちが盗品売買をしていたことを知る。そこへ現れたアランにお茶を入れようとガスに火をつけたところ、アランは彼女を仲間に加えようと気絶させる。
アランが彼女をバンパネラにするためにエドガーを呼びに戻っている間に、ガス爆発によりエディスの家に火災が発生する。1人家に取り残されたエディスを助けようとした際、アランが誤って炎の海と化した階下に落下して消滅し、エドガーはエディスを救出後、消息不明となる。
エドガーたちが燃えるエディスの家に飛び込むところを目撃したオービンは、病院で意識を取り戻したエディスから彼らが住んでいた家を聞き出し、そこでエドガーが燃えてしまい二度と会えないとむせび泣く。そして、彼はやがてエドガーの話の最初のページを書き始める。

## 補足
- 女刑事役として登場するプランタンは、作者には珍しい長編ラブ・コメディ作品[注 5]『この娘うります!』（『週刊少女コミック』1975年6-16号）に登場する、ボードリアン・モデル・クラブのトップモデルである[注 6]。